# Neusbeen

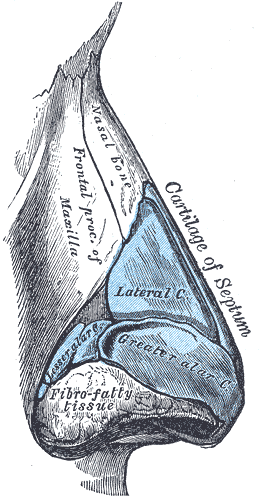
kraakbeen Nasal bone is het neusbeen.
Cartilage is kraakbeen.

Het neusbeen, os nasi of os nasale is een been in de schedel, onder andere van de mens. Het is in feite een vergroeiing van twee delen, en vormt hierdoor de neusbrug. De lijn tussen deze twee neusbeenderen, is de sutura internasalis. Het neusbeen zelf is puntig en driehoekig gebouwd. Het verschilt van vorm en grootte naargelang de persoon.
De vorm van het bovenste deel van de neus van een mens wordt door het neusbeen bepaald, maar daaronder, en daar valt de punt van de neus onder, wordt door kraakbeen bepaald.

1 voorhoofdsbeen
2 wandbeen
3 neusbeen
4 zeefbeen
5 traanbeen
6 wiggenbeen
7 achterhoofdsbeen
8 slaapbeen
9 jukbeen
10 bovenkaaksbeen
11 mandibula of onderkaak

voorhoofdsbeen · wandbeen · slaapbeen · achterhoofdsbeen · wiggenbeen · zeefbeen

jukbeen · bovenkaakbeen · neusbeen · onderkaak · verhemeltebeen · traanbeen · ploegschaarbeen · onderste neusschelp

hamer · aambeeld · stijgbeugel